# Grande Mesquita de Roma

Mesquita de Roma

Grande Mesquita de Roma (em italiano:  Moschea di Roma) é a maior mesquita em termos de área construída já erigida no hemisfério ocidental e está situada na Vialle della Moschea, no quartiere Parioli de Roma, um bairro chamado Acqua Acetosa, no sopé do monte Parioli.
Com uma área de 30 000 m2, a mesquita acomoda mais de 12 000 pessoas. Atualmente a maior mesquita do mundo, o local é sede do Centro Cultural Islâmico da Itália (em italiano:  Centro Culturale Islamico d'Italia). Além de ser um ponto de encontro para atividades religiosas, o complexo provê serviços culturais e sociais para a comunidade muçulmana de Roma, incluindo cursos, matrimônios, funerais, ensino religioso, exibições, convenções e muitos outros eventos.

## Construção

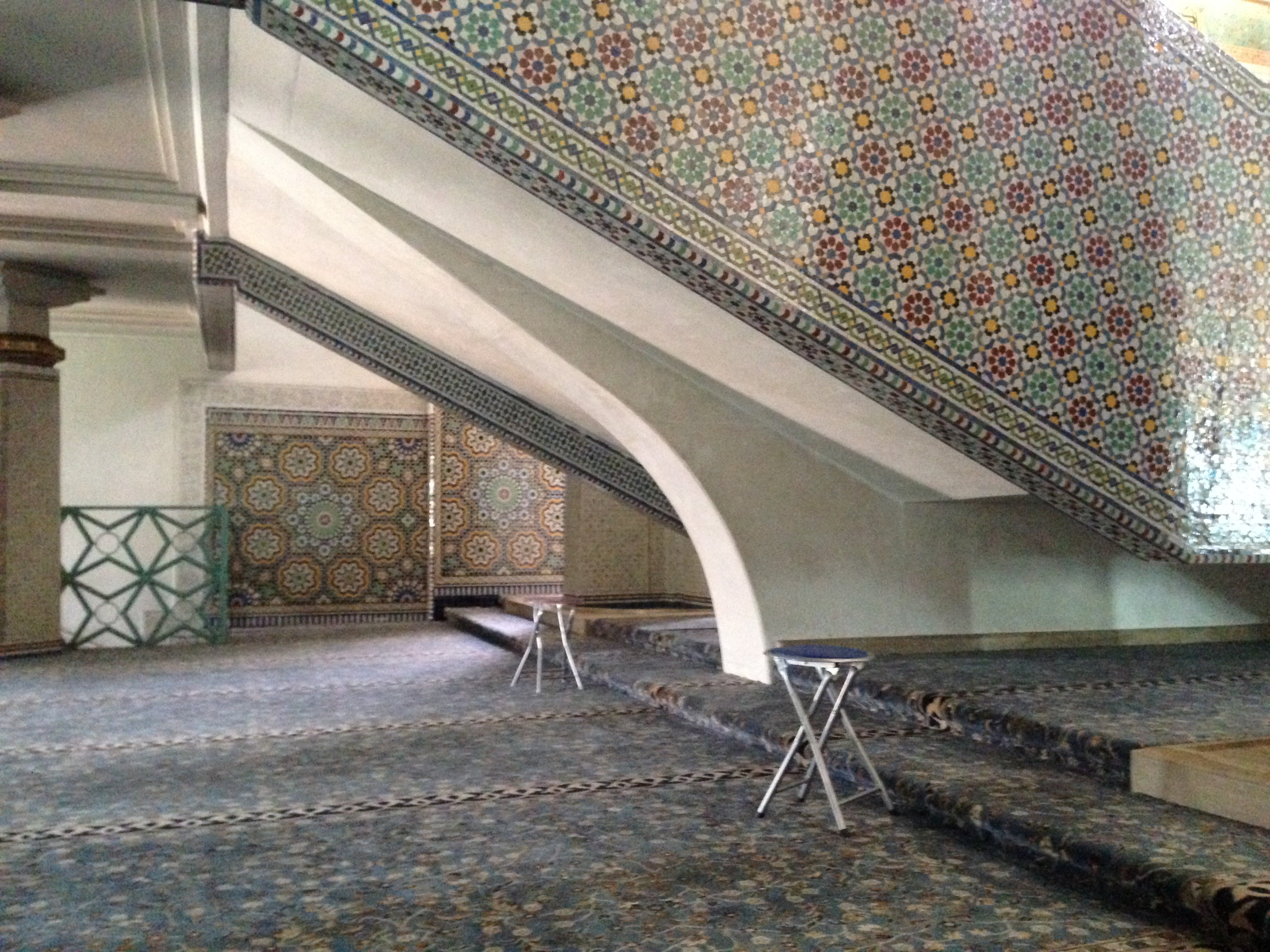
Decoração no interior

A mesquita foi fundada em conjunto pelo príncipe exilado Muhammad Hasan do Afeganistão e sua esposa, a princesa Razia e foi financiada por Faisal da Arábia Saudita, chefe da família real família Saud e também o "Guardião dos Lugares Santos", Meca e Medina. O projeto foi entregue a Paolo Portoghesi, que contou com a ajuda de Vittorio Gigliotti e Sami Mousawi.

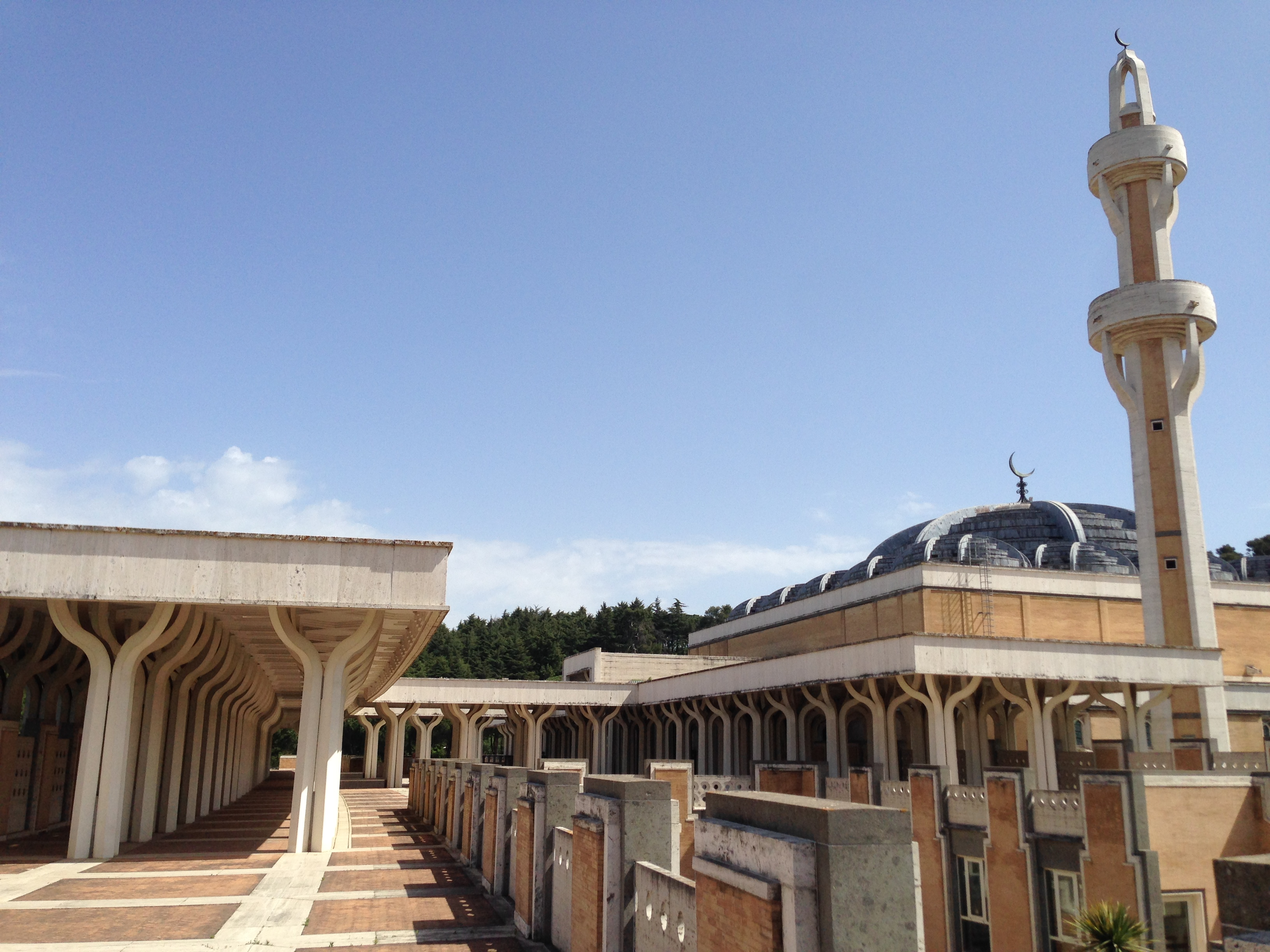
Interior do complexo e o minarete.

O planejamento levou mais de dez anos: a Comuna de Roma doou o terreno em 1974, mas as obras só começaram em 1984 com a presença do presidente da Itália Sandro Pertini. A inauguração foi celebrada em 21 de junho de 1995. Houve alguma oposição à construção da mesquita, mas grande parte desta dissipou-se quando o Papa João Paulo II declarou a sua aprovação do projecto. Um dos pontos de polémica que tiveram que ser tratados foi a altura do minarete e seu efeito na vista da cidade, que só se resolveu quando sua altura foi ligeiramente reduzida para ficar cerca de um metro abaixo da altura da cúpula da Basílica de São Pedro.

## Arquitetura
A estrutura foi planejada para se integrar à área verde circundante com uma mistura de um projeto moderno e curvas onipresentes. Luz e sombra se misturam de forma a criar um clima contemplativo e a escolha de materiais, como o travertino e o tijolo, evocam estilos arquiteturais tradicionais de Roma. A decoração do interior foi realizada principalmente com azulejos de cores claras com base no tema corânico recorrente de "Alá é Luz".
Além disto, os diversos ambientes interiores são decorados com mosaicos que criam efeitos visuais e com tapetes persas com padrões geométricos no piso. A sala de orações principal pode acomodar cerca de 2 500 fiéis, com galerias separadas para as mulheres. Acima dela está a cúpula principal, com mais de vinte metros de diâmetro, rodeada por outras 16 cúpulas menores. O complexo inclui ainda uma área educacional com salas de aula e uma biblioteca, uma centro de convenções com um grande auditório e uma área de exibições.
O resultado é uma arquitetura composta por designs repetitivos e padrões geométricos na qual um papel central é desempenhado pela luz, que, além de criar uma atmosfera meditativa, também cria vários jogos de luz e sombra.
A mesquita contém diversas colunas com capitéis em forma de palmeiras, que tradicionalmente representam a união entre Alá e cada um de seus devotos.

## Organização
O atual imame da mesquita é o xeique Salah Ramadan Elsayed. O ex-deputado democrata Khalid Chaouki está encarregado do Centro Cultural, responsável pelo gerenciamento do complexo. Entre os antigos imames estão:
- 1983–1993: Muhammad Nur al-Din Isma'il
- 1993–2006: Mahmud Hammad Shwayta
- 2007–2010: Ala' al-Din Muhammad Isma'il al-Ghobashi
- 2010–2013: Ahmed Al-Saqqa
- 2013–2016: Muhammad Hassan Abdulghaffar